# Wateraid
WaterAid är en internationell organisation som arbetar för att alla människor ska ha rent vatten, sanitet och hygien. Organisationen har verksamhet i 30 länder.
WaterAid grundades i juli 1981 av de brittiska vattenföretagen i samband med en appell av FN:s appell om 1980-talet som ett årtionde med fokus på vatten och sanitet. David Collet, tidigare chef för Voluntary Service Overseas, utsågs till chef.
WaterAid påverkar och stöttar och lokala organisationer, samhällen, myndigheter och stater för att nå så många som möjligt med rent vatten, sanitet och hygien. Organisationen arbetar också genom direkta insatser med att installera vattensystem, bygga toaletter och utbilda om hygien. 1995 fick WaterAid Stockholm Water Prize.
Under 2000-talet sattes FN:s millenniemål, varav ett var att halvera andelen människor utan rent vatten till 2015.
År 2009 bildades den lokala svenska organisationen WaterAid Sverige, och året därefter bildades federationen WaterAid International som ett steg i utvecklingen mot en globalt etablerad organisation, med Storbritannien, Sverige, Australien och USA som medlemmar.
WaterAid har enligt egen uppgift per 2025 försett 28,9 miljoner människor med rent vatten och 29,2 miljoner människor med toaletter och sanitetslösningar samt 28,7 miljoner människor med tillgång till hygienmöjligheter.

## WaterAid i Sverige
WaterAid finns i Sverige sedan 2009. Första generalsekreterare blev Per Stenbeck och som första styrelseordförande valdes Jan Eliasson. Jan Eliasson är ännu idag global ambassadör för organisationen. Mellan 2011-2020 var Cecilia Chatterjee-Martinsen generalsekreterare. Nuvarande generalsekreterare (sedan 2020) är Anna Nilsdotter Grate. Nuvarande styrelseordförande är Michael Arthursson.
I Sverige arbetar WaterAid med insamling för att kunna säkerställa att människor i världens fattigaste delar får tillgång till vatten och sanitet. Organisationen arbetar även med informationsarbete till allmänheten och påverkansarbete mot beslutsfattare i Sverige och globalt för att vatten- och sanitetsfrågan ska prioriteras. WaterAid Sverige är en insamlingsstiftelse med organisationsnummer 802426-1268 som är registrerad hos Länsstyrelsen i Stockholms län. WaterAid Sverige har beviljats 90-konto av Svensk Insamlingskontroll och är medlem i Giva Sverige.
Sedan 2011 är H.K.H. Kronprinsessan Victoria beskyddare för WaterAid Sverige.